# (222032) Lupton
(222032) Lupton est un astéroïde de la ceinture principale.

## Description
(222032) Lupton est un astéroïde de la ceinture principale. Il fut découvert le 19 septembre 1998 à Apache Point par le programme Sloan Digital Sky Survey. Il présente une orbite caractérisée par un demi-grand axe de 3,05 UA, une excentricité de 0,09 et une inclinaison de 0,9° par rapport à l'écliptique.

## Compléments